# Sad Songs for Dirty Lovers
Sad Songs for Dirty Lovers é o segundo álbum de estúdio da banda The National, lançado em 2 de Setembro de 2003.
| Críticas profissionais                                                      | Críticas profissionais |
| Avaliações da crítica                                                       | Avaliações da crítica  |
| Fonte                                                                       | Avaliação              |
| --------------------------------------------------------------------------- | ---------------------- |
| allmusic                                                                    | [ 2 ]                  |
| Esta tabela precisa de ser acompanhada por texto em prosa. Consulte o guia. |                        |

## Faixas
Todas as faixas escritas e compostas por The National. 
| N.º | Título                   | Duração |  |
| 1.  | "Cardinal Song"          | 6:18    |  |
| 2.  | "Slipping Husband"       | 3:22    |  |
| 3.  | "90-Mile Water Wall"     | 3:44    |  |
| 4.  | "It Never Happened"      | 4:37    |  |
| 5.  | "Murder Me Rachael"      | 3:45    |  |
| 6.  | "Thirsty"                | 3:48    |  |
| 7.  | "Available"              | 3:20    |  |
| 8.  | "Sugar Wife"             | 2:21    |  |
| 9.  | "Trophy Wife"            | 3:32    |  |
| 10. | "Fashion Coat"           | 2:02    |  |
| 11. | "Patterns of Fairytales" | 3:43    |  |
| 12. | "Lucky You"              | 4:22    |  |